# باشگاه فوتبال کشاورز تهران
باشگاه فرهنگی ورزشی کشاورز تهران باشگاه فوتبالی است که در دهه ۱۳۶۰ توسط وزارت جهاد کشاورزی در شهر تهران تأسیس شد.
تیم کشاورز از متمول‌ترین باشگاه‌های فوتبال ایران در زمان خود بود و با جذب بهترین ستارگان فوتبال ایران دستمزدهایی بسیار بالاتر از سطح معمول آن زمان فوتبال ایران را به آنان پرداخت می‌کرد، با این حال بهترین عنوان آن‌ها مقام چهارمی جام آزادگان در سال ۱۳۷۱ است.
سرانجام
این باشگاه در فوتبال حضور و فعالیت حرفه ای خود را به پایان رساند. در لیگ دسته سوم فوتبال ایران ۹۵–۹۶با نام کشاورز لواسان به عمر خود به عنوان یک تیم حرفه ای پایان داد. و به یک تیم غیر حرفه ای به فوتبالش ادامه داد

## بازیکنان نامدار
- حمید علیدوستی
- مجید نامجو مطلق
- سید مهدی ابطحی
- سیروس قایقران
- سید علی افتخاری
- محمدحسن انصاری‌فرد
- مرتضی کرمانی‌مقدم
- جواد زرینچه
- رضا حسن‌زاده
- جمشید شاه‌محمدی
- نادر محمدخانی
- کورش برمک
- کریم باقری
- رضا شاهرودی
- پژمان جمشیدی
- فریبرز مرادی
- مسعود استیلی
- محمدرضا طهماسبی
- ویکتور صنعتی
- علی آذری
- فرهاد مجیدی